# 온두라스의 국가

《온두라스 국가》(스페인어: Himno Nacional de Honduras 임노 나시오날 데 온두라스[*])는 온두라스의 국가로, 1915년에 제정되었다. 비공식적으로 《그대의 깃발은 하늘의 빛이리라》(Tu bandera, es un lampo de cielo)라는 제목으로 부르기도 한다.
아우구스토 콘스탄시오 코엘료가 작사, 카를로스 하르틀링이 작곡했다. 공식적으로는, 후렴과 7절만이 불려온다.

## 스페인어가사
후렴
Tu bandera, Tu bandera,
es un lampo de cielo
por un bloque, por un bloque,
de nieve cruzado;
y se ven en su fondo sagrado
cinco estrellas de pálido azul;
en tu emblema, que un mar rumoroso
con sus ondas bravías escuda,
de un volcán, de un volcán,
tras la cima desnuda
hay un astro, hay un astro,
de nítida luz.
1절
India virgen y hermosa dormías
de tus mares al canto sonoro,
cuando echada en tus cuencas de oro
el audaz navegante te halló;
y al mirar tu belleza extasiado,
al influjo ideal de tu encanto,
la orla azul de tu espléndido manto
con su beso de amor consagró.
2절
De un país donde el sol se levanta,
más allá del atlante azulado,
aquel hombre te había soñado
y en tu busca a la mar se lanzó.
Cuando erguiste la pálida frente,
en la viva ansiedad de tu anhelo,
bajo el dombo gentil de tu cielo
ya flotaba un extraño pendón.
3절
Era inútil que el indio tu amado,
se aprestara a la lucha con ira,
porque envuelto en su sangre Lempira
en la noche profunda se hundió;
y de la épica hazaña, en memoria,
la leyenda tan sólo ha guardado
de un sepulcro el lugar ignorado
y el severo perfil de un peñón.
4절
Por tres siglos tus hijos oyeron
el mandato imperioso del amo;
por tres siglos tu inútil reclamo
en la atmósfera azul se perdió;
pero un día gloria tu oído
percibió, poderoso y distante
que allá lejos, por sobre el atlante
indignado rugía un león.
5절
Era Francia, la libre, la heroica,
que en su sueño de siglos dormida
despertaba iracunda a la vida
al reclamo viril de Dantón;
era Francia que enviaba a la muerte
la cabeza del rey consagrado
y que alzaba, soberbia a su lado
el altar de la Diosa razón.
6절
Tú también ¡Oh mi patria! te alzaste
de tu sueño servil y profundo;
tú también enseñastes al mundo
destrozado el infame eslabón.
Y en tu suelo bendito, tras la alta
cabellera de monte salvaje
como un ave de negro plumaje
la colonia fugaz se perdió.
7절
Por guardar ese emblema divino
marcharemos ¡Oh patria! a la muerte;
generosa será nuestra suerte
si morimos pensando en tu amor.
Defendiendo tu santa bandera,
y en tus pliegues gloriosos cubiertos,
serán muchos, Honduras, tus muertos,
pero todos caerán con honor.

## 한국어 해석
후렴
그대의 깃발, 그대의 깃발은 하늘의 빛이리라.
선이 그어진, 새하얀 선이 그어진 그대의 깃발은
그 뒤의 신성한 배경에서 볼 수 있는
5개의 연한 파란색 별과
거친 파도가 감싸는 그대의 문장 위의 요란한 바다로다.
화산의, 화산의 정상 뒤에는
별이 있다네, 선명한 별이 있다네!
1절
그대가 자고 있을 때에 그대의 바다에서
순결하고 아름다운 인디언의 노래가 울렸다네,
그대의 금덩이에 던져질 때에
대담한 항해가가 그대를 찾았다오.
그리고 그대의 아름다움을 보면서
그대의 매력의 이상적인 영향에 황홀했다네.
그대의 화려한 맨틀의 푸른 옷자락에서
그는 사랑의 입맞춤으로 봉헌했다네.
2절
해가 뜨는 나라에서,
푸른 대서양 너머로,
그 남자는 그대의 꿈을 꾸었다오.
그리고 그대를 찾아 바다로 뛰어들었다오.
그대가 창백한 이마를 들었을 때,
그대의 그리움의 생생한 불안 속에서,
그대의 하늘의 부드러운 돔 아래에서,
외국의 국기가 이미 휘날리고 있었다오.
3절
그대의 사랑하는 인디언은 쓸모가 없었다지만
분노에 가득 차서 싸울 준비를 하고 있었다네.
왜냐하면 그의 피에 싸인 렘피라는
깊은 밤 속으로 가라앉았기 때문이라네.
그리고 그의 위대한 업적은
기억 속에서 전설만이
무덤에서 미지의 장소와
거친 바위의 옆모습을 지켜냈다네.
4절
3세기 동안 그대의 자녀들은
지배자의 명령을 따랐다오.
3세기 동안 그대의 쓸모없는 불평은
푸른 대기 속에서 길을 잃었다오.
하지만 그대의 귀는 어느 영광스러운 날에
깨닫고, 강력하고, 거리감이 있었다오.
저 멀리 대서양 너머로
사자가 화가 나서 포효했다오.
5절
프랑스여, 자유여, 영웅이여,
몇 세기 동안 잠들어 있던 그 여자의 잠 속에서
살아서 화가 나서 깨어났으리라.
당통의 악의적인 불만에
사형에 처해진 것은 프랑스였다오.
봉헌된 군주의 머리는
그의 옆에서 자랑스럽게 자랐고
여신의 이성 숭배를 위한 제단이 되었다오.
6절
그대의 비굴하고 깊은 잠에서
그대도 "오 나의 조국이여!"하고 일어섰다오.
그대는 또한 세상을 가르치면서
악명 높은 쇠사슬 고리를 산산조각냈다오.
그리고 그대의 축복받은 땅에서, 키 큰 사람 뒤에서
야생 정글의 머리카락처럼,
검은 깃털의 새처럼,
덧없는 식민지가 사라졌다오.
7절
이 신성한 휘장을 지키기 위하여,
오, 조국이여! 죽음을 향해 행진하자.
너그러움은 우리의 운명이요.
만약 우리가 그대의 사랑을 떠올리며 죽는다면
그대의 신성한 깃발을 지켜라.
그리고 그대의 영광스러운 주름에 덮히리.
온두라스여, 그대의 많은 자들이 죽을 터이나
모든 것이 명예롭게 끝나리.

## 같이 보기
- 온두라스의 국기
- 온두라스의 국장